# Fa Guofeng
Fa Guofeng (16 de enero de 1990) es un deportista chino que compitió en remo. Ganó una medalla de bronce en el Campeonato Mundial de Remo de 2012, en la prueba de cuatro scull ligero.

## Palmarés internacional
| Campeonato Mundial | Campeonato Mundial | Campeonato Mundial | Campeonato Mundial  |
| Año                | Lugar              | Medalla            | Prueba              |
| ------------------ | ------------------ | ------------------ | ------------------- |
| 2012               | Plovdiv (Bulgaria) | Medalla de bronce  | Cuatro scull ligero |